# Jadakiss
Jason Terrance Phillips, conocido artísticamente como Jadakiss (Yonkers, Nueva York, 27 de mayo de 1975) es un rapero estadounidense.

## Influencia y comienzos
Jadakiss se convirtió en un popular freestyler, siendo contratado en competiciones cuando solo contaba con 13 años. A él y a algunos de sus amigos les dieron la oportunidad de competir en el Jack the Rapper Competition en Florida, donde Jadakiss fue destacado por su hablilidad en las batallas de rap. Conoció a Dee y Wah de Ruff Ryders, por entonces una compañía mánager, y comenzó a dejarse ver y batallar fuera del estudio de Ruff Ryders, donde DMX hizo sus primeros éxitos.

## Carrera
Kiss formó parte del grupo Warlox en 1994, con sus amigos Sheek Louch y Styles P. El trío firmó más tarde por Bad Boy Records, donde les sugirieron cambiar el nombre a solamente LOX, que venía a significar "Living Off Experience" (vivir de la experiencia). Colaboraron en el segundo álbum de Notorious B.I.G. Life After Death, donde Jadakiss consiguió su primera dosis de atención nacional con su verso en la canción "Last Days". El grupo, especialmente Kiss, tuvo una relación muy cercana con Biggie, y durante el tiempo que el legendario rapero estuvo en vida convirtió a Jada en uno de sus protegidos. Tras la muerte de B.I.G., el grupo grabó su primer éxito multiplatino en el tributo "We'll Always Love Big Poppa" (que apareció en la cara B del sencillo de Puff Daddy "I'll Be Missing You") en 1997. Un año después, LOX debutó con Money, Power, Respect. Tras este álbum, el grupo abandonaría Bad Boy.
El debut en solitario de Jadakiss llegó en agosto de 2001 con la publicación de Kiss the Game Goodbye bajo Ruff Ryders/Interscope. El disco contenía apariciones de artistas populares y productores como Snoop Dogg y Swizz Beatz, pero le tacharon de repetitivo e ininspirado.
En 2002, Jadakiss filmó dos anuncios junto con una de las estrellas de la NBA, Allen Iverson, en su mejor temporada en los Sixers. Jadakiss hizo el anuncio con Allen Iverson (también llamado Jewelz, nombre de artístico de Iverson) para promocionar unas nuevas zapatillas del jugador, las A5 de la marca reebok, y poco después las A6 de la misma marca donde Allen Iverson también rapea junto a Jadakiss. Fueron dos anuncios con bastante éxito ya que la mezcla entre baloncesto y rap tuvo un buen resultado y agradó al público.
En junio de 2004, Jada sacaría su segundo disco, Kiss of Death. Antes de la grabación, Kiss pidió consejo a sus fanes a través de una encuesta; resultó que el rapero no era bastante personal en sus líricas. El sencillo "Why?" fue una producción de Havoc y Kanye West y se convirtió en una de las canciones del año, sacando además un remix del tema con Styles P, Nas y Common.
Kiss of Death no reflejó la popularidad de su primer sencillo, y aunque fue mucho mejor recibido que su primer álbum, aún no tuvo ventas excesivas. En el pasado, Kiss ha sido objeto de muchas críticas, sugiriendo que él puede funcionar impecablemente como artista invitado, pero no puede crear un álbum seductor para el público.
Ese año Jada entró en un feudo con 50 Cent debido a la colaboración que hizo en la canción de Ja Rule "New York, New York". 50 Cent les respondió a todos en la canción Piggy Bank. En 2007 Styles P llamó a HOT 97 y habló con 50 Cent para acabar la bronca. Y a principios de 2008 50 Cent confirmó que ya había pelea entre el y Jadakiss.
En 2007 Jada se iría a la productora de Jay-Z Roc-a-Fella Records, pero permaneciendo en Ruff Ryders pese a que al irse a Roc-a-Fella se trasladó a Def Jam. Esto permitió que su tercer disco The Last Kiss tuviera más promoción y se difundiera mejor.
Su tercer disco salió el 7 de abril a la venta y cuenta con la colaboración de Faith Evans, Lil' Wayne, Ne-Yo, entre otros. Ha sacado 5 singles de este último disco, el más destacado ha sido "Who's Real" con Swizz Beatz y OJ Da Juiceman. Se rumorea que saque otro disco  para finales de este año y otro disco con The LOX.

## Discografía

### Solitario
- 2001: Kiss Tha Game Goodbye 5# U.S.
- 2004: Kiss Of Death 1# U.S.
- 2009: The Last Kiss 3# U.S.

### The Lox
- 1998: Money, Power & Respect [Platino]
- 2000: We Are The Streets [Platino]

## Singles
| Año  | Canción                                               | Top 100 | Hot R&B | Hot Rap | Álbum                 |
| ---- | ----------------------------------------------------- | ------- | ------- | ------- | --------------------- |
| 2001 | "We Gonna Make It" (featuring Styles P)               | 103     | 62      | 5       | Kiss tha Game Goodbye |
| 2001 | "Knock Yourself OuT"                                  | 86      | 34      | -       | Kiss tha Game Goodbye |
| 2001 | "Put Ya Hands Up"                                     | -       | 80      | -       | Kiss tha Game Goodbye |
| 2004 | "Time's Up!" (featuring Nate Dogg)                    | 70      | 26      | 19      | Kiss of Death         |
| 2004 | "Why?" (featuring Anthony Hamilton)                   | 11      | 4       | 3       | Kiss of Death         |
| 2004 | "U Make Me Wanna" (featuring Mariah Carey)            | 21      | 8       | 9       | Kiss of Death         |
| 2008 | "By My Side" (featuring Ne-Yo)                        | -       | 53      | 16      | The Last Kiss         |
| 2009 | "Can't Stop Me" (featuring Ayanna Irish)              | -       | 76      | -       | The Last Kiss         |
| 2009 | "Letter to B.I.G." (featuring Faith Evans)            | -       | 125     | -       | The Last Kiss         |
| 2009 | "Death Wish" (featuring Lil Wayne)                    | -       | -       | -       | The Last Kiss         |
| 2009 | "Who's Real" (featuring Swizz Beatz & OJ Da Juiceman) | -       | 44      | 20      | The Last Kiss         |

## Colaboración
| Año  | Canción | U.S. Hot 100 | U.S. R&B | U.S. Rap | Álbum                         |
| ---- | --- | ------------ | -------- | -------- | ----------------------------- |
| 2000 | "The Best of Me" (Mya feat. Jadakiss)                                                                               | 50           | 14       | -        | Fear of Flying                |
| 2002 | "Day and Night" (Isyss feat. Jadakiss)                                                                              | 98           | 52       | -        | The Way We Do                 |
| 2002 | "Jenny from the block" (Jennifer Lopez feat. Styles P & Jadakiss)                                                   | 3            | 22       | -        | This Is Me... Then            |
| 2002 | "Bigger Business" (Swizz Beatz feat. Ron Isley, Diddy, Birdman, Jadakiss, Snoop Dogg and Cassidy}                   | -            | 72       | -        | Presents G.H.E.T.T.O. Stories |
| 2003 | "Never Scared [Remix]" (Bone Crusher featuring Cam'ron, Jadakiss, & Busta Rhymes)                                   | 28           | 8        | 6        | AttenChun!                    |
| 2004 | "New York" (Ja Rule featuring Fat Joe & Jadakiss)                                                                   | 27           | 14       | 10       | R.U.L.E.                      |
| 2006 | "Everytime I Think About Her" (Jaheim featuring Jadakiss)                                                           | -            | 36       | -        | Ghetto Classics               |
| 2007 | "A Bay Bay (The Ratchet Remix)" (Hurricane Chris feat. The Game, Lil Boosie, E-40, Angie Locc, Birdman, & Jadakiss) | 7            | 11       | 3        | 51/50 Ratchet                 |
| 2008 | "Paper Touchin' [Remix]" (Red Cafe feat. Fat Joe, Fabolous, & Jadakiss)                                             | -            | -        | -        | The Shakedown                 |
| 2008 | "Hi Hater [Remix]" (Maino feat. T.I., Swizz Beatz, Plies, Fabolous, & Jadakiss)                                     | 108          | 28       | 16       | If Tomorrow comes...          |
| 2008 | "All I Need" (Sterling Simms feat. The-Dream, & Jadakiss)                                                           | -            | 123      | -        | Yours, Mine & The Truth       |
| 2008 | "Choreographer" (Rhea feat. Jadakiss)                                                                               | -            | 107      | -        | Finally                       |
| 2009 | "Respect My Conglomerate" (Busta Rhymes feat. Lil' Wayne & Jadakiss)                                                | -            | 82       | -        | Back on My B.S.               |